# Lucha en los Juegos Mediterráneos de 2009
La competición de lucha en los Juegos Mediterráneos de 2009 se realizó en el pabellón Palasport Febo de la ciudad de Pescara (Italia) entre el 26 y el 29 de junio de 2009.

## Resultados

### Lucha grecorromana masculina
| Evento         | Oro                          | Plata                            | Bronce                                                            |
| -------------- | ---------------------------- | -------------------------------- | ----------------------------------------------------------------- |
| 55 kg (26.06)  | Kristijan Fris Serbia        | Mostafa Mohamed · Egipto         | Grigorios Anastasiadis · Grecia / · Erhan Karakuş · Turquía       |
| 60 kg (26.06)  | Davor Štefanek Serbia        | Sayed Hamed · Egipto             | Paolo Fucile · Italia / · Soner Sucu · Turquía                    |
| 66 kg (26.06)  | Gievgkeni Pentorets · Grecia | Aleksandar Maksimović Serbia     | Abdullah Coşkun Turquía / Mustafa Alnakdali Siria                 |
| 74 kg (26.06)  | Şeref Tüfenk Turquía         | Christophe Guénot Francia        | Neven Žugaj · Croacia / · Ioannis Spyridakis · Grecia             |
| 84 kg (26.06)  | Nenad Zugaj · Croacia        | Andrea Minguzzi · Italia         | Mélonin Noumonvi Francia / Akif Canbaş Turquía                    |
| 96 kg (27.06)  | Serkan Özden Turquía         | Theodoros Tounousidis · Grecia   | Beniamino Scibila · Italia / · Vladimir Radosaulević · Montenegro |
| 120 kg (27.06) | Riza Kayaalp Turquía         | Panagiotis Papadopoulos · Grecia | Rocco Daniele Ficara · Italia / · Radomir Petković · Serbia       |

### Lucha libre masculina
| Evento         | Oro                     | Plata                         | Bronce                                                           |
| -------------- | ----------------------- | ----------------------------- | ---------------------------------------------------------------- |
| 55 kg (28.06)  | Sezar Akgül Turquía     | Firas Alalli Alrifai Siria    | Hamza Fatah · Francia / · Federico Manea · Italia                |
| 60 kg (28.06)  | Hassan Ibrahim · Egipto | Mustafa Kartal Turquía        | Agustín Sánchez Parra · España / · Ghazwan Lazkani · Siria       |
| 66 kg (29.06)  | Muhammed İlkkan Turquía | Mazen Kdmanie Siria           | Mohamed Ali Ben Ayech · Túnez / · Anastasios Akritidis · Grecia  |
| 84 kg (29.06)  | Ali İmamoğlu Turquía    | Said Itaev Francia            | Javier Ramos Blasco · España / · Theodosios Pavlidis · Grecia    |
| 96 kg (29.06)  | Saleh Emara · Egipto    | Raja al-Karrad Siria          | Kemal Tajić · Bosnia y Herzegovina / · Orestis Leonidis · Grecia |
| 120 kg (29.06) | Fatih Çakıroğlu Turquía | Ioannis Arzoumanidis · Grecia | Francesco Mianno Petta · Italia / · Radomir Petković · Serbia    |

### Lucha libre femenina
| Evento        | Oro                           | Plata                       | Bronce                                                          |
| ------------- | ----------------------------- | --------------------------- | --------------------------------------------------------------- |
| 48 kg (27.06) | Naziha Hamza Túnez            | Sara Sánchez Parra · España | Mélanie Lesaffre · Francia / · Silvia Felice · Italia           |
| 51 kg (27.06) | Francine De Paola · Italia    | Dilek Atakol Turquía        | Aurélie Basset Francia / Hedia Trabelsi Túnez                   |
| 55 kg (28.06) | Karima Sánchez Remis · España | Marwa Amri Túnez            | Panagiota Antonopoulou · Grecia / · Valentina Minguzzi · Italia |
| 59 kg (28.06) | Sabrina Esposito · Italia     | Meryem Selloum Francia      | Aurora Fajardo Prieto · España / · Evangeli Chrysi · Grecia     |

- Datos: Q5982006